# Xã Leota, Quận Nobles, Minnesota
Xã Leota (tiếng Anh: Leota Township) là một xã thuộc quận Nobles, tiểu bang Minnesota, Hoa Kỳ. Năm 2010, dân số của xã này là 390 người.